# Emanuel (sastav, Sarajevo)
VIS Emanuel je vokalno-instrumentalni sastav iz Sarajeva. Svira po hodočašćima mladih, ministrantskim zborovanja, po župama te raznim koncertima i kulturnim događanjima.

## Povijest
U početku je sastav djelovao kao skupina mladih bogoslova okupljenih oko svojih odgojitelja koja će pjevati pjesme duhovnog sadržaja za prigodne susrete i sv. Mise, te tako kroz glazbeni sastav naviještati i svjedočiti Boga. Na taj su se korak odlučili u duhu nove evangelizacije. Bilo je to jeseni 1982. godine.
Upornost, ljubav prema glazbi i organiziranost doveli su do prvog javnog nastupa. Bio je na prigodnoj akademiji u povodu Svjetskog misijskog dana 23. listopada 1982. godine. Nakon toga nastupali su bez nekog imena kao vokalno instrumentalni sastav po župnim zajednicama. U župi su prvi put nastupili 19. prosinca 1982. godine u Bijelom Brdu kod Dervente. Sljedeće godine nastupali su izvan svoje nadbiskupije, Vrhbosanske nadbiskupije ali i izvan Bosne i Hercegovine.
14. svibnja 1983. godine u Bogosloviji je svečano promoviran VIS Emanuel. Iste 1983. objavili su prvi album na kazeti Emanuel. Motiv tog albuma je "Emanuel" - "Bog s nama". Motiv albuma došao je i za ime sastava, je su glazbom željeli biti ispovijest kršćanske vjere, životne istine koja prodire u ponore čovjekova srca i donosi obraćenje.
Uslijedio je prvi nastup na festivalu kršćanske glazbe Uskrsfestu, jednim od najvećih festivala duhovne glazbe u Hrvatskoj i susjedstvu. Nastupili su pjesmom Zov 26. travnja 1987. godine. Pjesma je na drugom albumu Isus zove objavljenom 1989. godine. Povodom stogodišnjice bogoslovije objavljena je i treća po redu kazeta Sto ljeta.
Velikosrpska agresija koja je zahvatila Hrvatsku i BiH natjerala je sastav u izgnanstvo u Bol na Braču kamo je izbjegla Bogoslovija. Sastav je utihnuo radom. Kad su se stvorili uvjeti vratili su se u Sarajevo, a bogoslovi u suradnji s odgojiteljima rade opet na povratku u glazbeno svjedočenje vjere. Koncem 1999. rad daje rezultate, a veljače 2000. godine izašao je novi nosač zvuka Tebi na spomen. Travnja 2001. godine objavljena je peta po redu kazeta Anđeli Ti pjevaju. Zadnje dvije poslije su objedinjene na CD-u imena Anđeli Ti pjevaju.
Prigodom svog tridesetog rođendana (1982. – 2012.) Emanuel je slušatelje obradovao kompilacijom svojih dvadeset naljepših pjesama The Best of 1982-2012. (Emanuel, Isus zove, U tišini hrama, Zov, Molitva, Žeđa za ljepotom, Anđeli ti pjevaju, Novo nebo, Sviraj gitaru, Poziv prijatelju, Oprosti, Gospodine smiluj se; Mir, samo mir; Anđeo Gospodnji, Balada o bratu Lazaru; Svi me vole, samo tata ne; Da svi budu jedno; S Isusom, s Marijom; Proljeće u Bosni, Hercegovina). Listopada 2014. objavili su drugo poboljšano izdanje, a grafička poboljšanja i remasteriranje napravili su članovi VIS-a.
VIS Emanuel počašćen je nastupanjem (u dvorani Renovabis pred Svetim Ocem) prigodom papina posjeta Sarajevu 6. lipnja 2015. godine. Skupa sa sastavima koji djeluju na sarajevskom području VIS Jukić, sastavom Antoniusom i sastavom Emausom, napisali su tekst i glazbu službene himne susreta pape Franje s mladima u NCM Ivan Pavao II Stopama mira. Osim u dvorani Renovabis, VIS Emanuel je istog dana nastupio na stadionu Koševu, pred oko 70 000 ljudi.
VIS je surađivao s mnogim danas potvrđenim pjevačima duhovne ili zabavne glazbe, od kojih su neki svoje glazbene početke imali ili glazbeno se ojačali baš u Emanuelu (Ivan Puljić i dr.).

## Diskografija
- Emanuel, kazeta, 1983.
- Isus zove, kazeta, 1989.
- Sto ljeta, kazeta, 1990.
- Tebi na spomen, kazeta, 2000.
- Anđeli ti pjevaju, kazeta, 2001.
- Anđeli ti pjevaju, CD (Tebi na spomen + Anđeli ti pjevaju), 2001.
- The Best of 1982-2012., kompilacija, CD 2012. (drugo grafikom i zvukom poboljšano izdanje 2014.), izdavač Vrhbosansko bogoslovno sjemenište Sarajevo[3]